# Pliomelaena parviguttata
Pliomelaena parviguttata es una especie de insecto del género Pliomelaena de la familia Tephritidae del orden Diptera.

## Historia
Erich Martin Hering la describió científicamente por primera vez en el año 1952.